# Ingrid Moritz

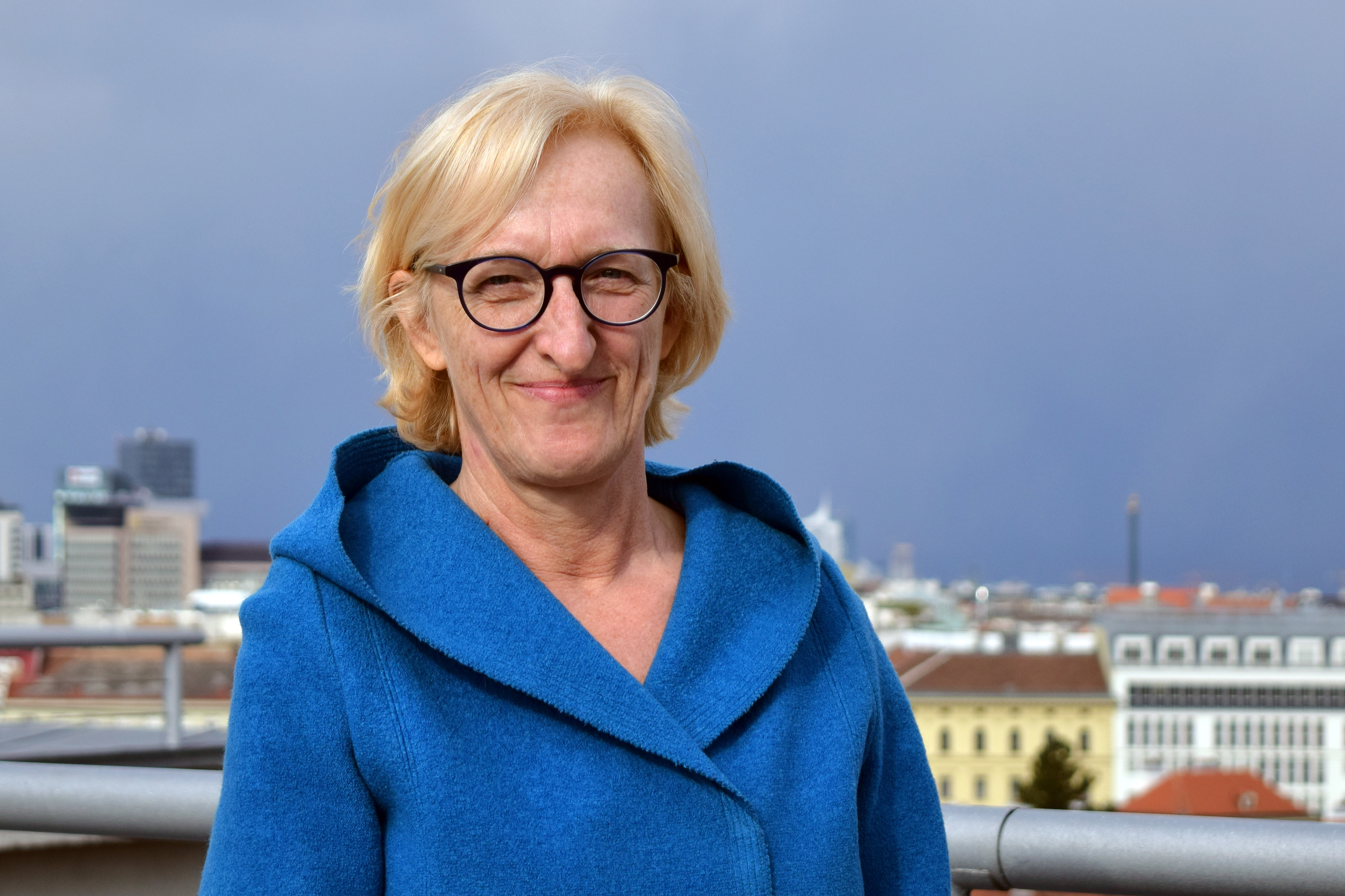
Ingrid Moritz

Ingrid Moritz, geb. 1963 in Zell an der Pram, ist eine österreichische Politikwissenschafterin und Leiterin der Abteilung Frauen und Familie der Kammer für Arbeiter und Angestellte in Wien. 2010 wurde sie mit dem Wiener Frauenpreis ausgezeichnet.

## Leben
Ingrid Moritz belegte zunächst ein Studium für Ethnologie an der Universität Wien, änderte jedoch ihr Hauptfach zu Politikwissenschaft, weil ihr die Ausrichtung der Ethnologie im Wien der 1980er Jahre zu exotisierend war. Ihr Studium der Politikwissenschaft schloss sie 1991 nach einem halbjährigen Forschungsaufenthalt in Kuba mit einer Diplomarbeit über die Beziehungen zwischen Österreich und Kuba ab. Nach dem Studium begann sie als Beraterin für Fragen rund um Mutterschutz, Karenzgeld und Gleichbehandlungsrecht in der Abteilung Frauen – Familie der Wiener Arbeiterkammer (AK), die auf das 1925 von Käthe Leichter gegründete Frauenreferat zurückgeht. 1998 wurde Moritz deren Leiterin. Der Schwerpunkt der Abteilung verschob sich von der juristischen zur Grundlagen- und interessenpolitischen Arbeit, nachdem im Zuge einer Umstrukturierung in der AK die Beratungstätigkeit an die Abteilung Arbeitsrecht abgegeben wurde. Bei der Neuausrichtung war ihr ein Kompetenzenmix aus Expertinnen verschiedener Bereiche wichtig, um Themen von unterschiedlichen Seiten betrachten zu können.
Moritz leitete 2001 ein Gender-Mainstreaming-Projekt, das nach Durchleuchtung mehrerer Abteilungen innerhalb der AK auf deren Geschlechterpolitik konkrete Maßnahmen erarbeitete. Beispielsweise wurde festgestellt, dass die für Lohnverhandlungen der Gewerkschaften wichtigen Branchenanalysen vorwiegend auf die männerdominierten Bereiche Industrie und Produktion ausgerichtet waren, während der hauptsächlich Frauen beschäftigende Dienstleistungssektor unterrepräsentiert war. Die Ausweitung des Angebots auf Bereiche wie den sozialen Sektor ist einer der Erfolge des Projekts.
Wichtige Schwerpunkte ihrer Arbeit betreffen die Einkommensgerechtigkeit und die Arbeitszeitverteilung. Einkommensgerechtigkeit ist ihr nicht nur zwischen den Geschlechtern (Gender-Pay-Gap) ein Anliegen, sondern auch zwischen Alt und Jung und Menschen mit und ohne Migrationshintergrund. Moritz spricht sich für Einkommenstransparenz aus und war an der Ausverhandlung einer Novellierung des Gleichbehandlungsgesetzes beteiligt, durch das österreichische Unternehmen seit März 2011 zwar Einkommensberichte vorlegen und in Stelleninseraten Einkommensangaben machen müssen, es fehlt ihr aber neben der Erhebung der Unterschiede die Verpflichtung, diese zu verringern. Die österreichischen Erfahrungen präsentierte sie im Rahmen eines Side-Events bei der UN-Weltfrauenkonferenz 2011 in New York. Eine familienfreundliche Arbeitszeitverteilung ist ihr wichtig, weil Frauen oft mangels ganztägiger Kinderbetreuungseinrichtungen in eine Teilzeitfalle geraten, die zugleich eine Armutsfalle ist, andererseits wollen viele Männer nicht mehr dem Ernährermodell entsprechen, sondern auch Zeit mit ihren Kindern verbringen. Mit einer generellen Arbeitszeitverkürzung und flächendeckendem Ausbau ganztägiger Kinderbetreuungseinrichtungen würde laut Moritz die eigenständige Existenz von Männern und Frauen gestärkt. Den seit 2018 möglichen 12-Stunden-Tag hält sie daher für kontraproduktiv. Im Februar 2019 brachte sie als Expertin die Positionen der Arbeiterkammer bei einem Hearing im Gleichbehandlungsausschuss des Parlaments anlässlich des 2. Frauenvolksbegehrens ein.
Während der Coronakrise kritisierte sie, dass die von der Regierung gesetzten Maßnahmen wie Homeschooling und Homeoffice sowie geschlossene Kinderbetreuungseinrichtungen vor allem zu Lasten von Frauen gehen. Durch die Maßnahmen und die stark steigende Frauenarbeitslosigkeit würden Rollenbilder und Abhängigkeiten verfestigt. Sie fordert ein höheres Arbeitslosengeld, das vor allem für Alleinerzieherinnen wichtig wäre. Alleinerzieherinnen wurden laut Moritz beim Familienhärteausgleich vergessen, denn während zusammenlebende Eltern bei Kurzarbeit oder Arbeitslosigkeit eines Elternteils Unterstützung beantragen können, gibt es für alleinerziehende Elternteile kein Geld, wenn der getrennt lebende Elternteil aus einem der Gründe weniger Alimente bezahlt. Sie fordert daher ein Corona-Hilfspaket für Alleinerzieherinnen.

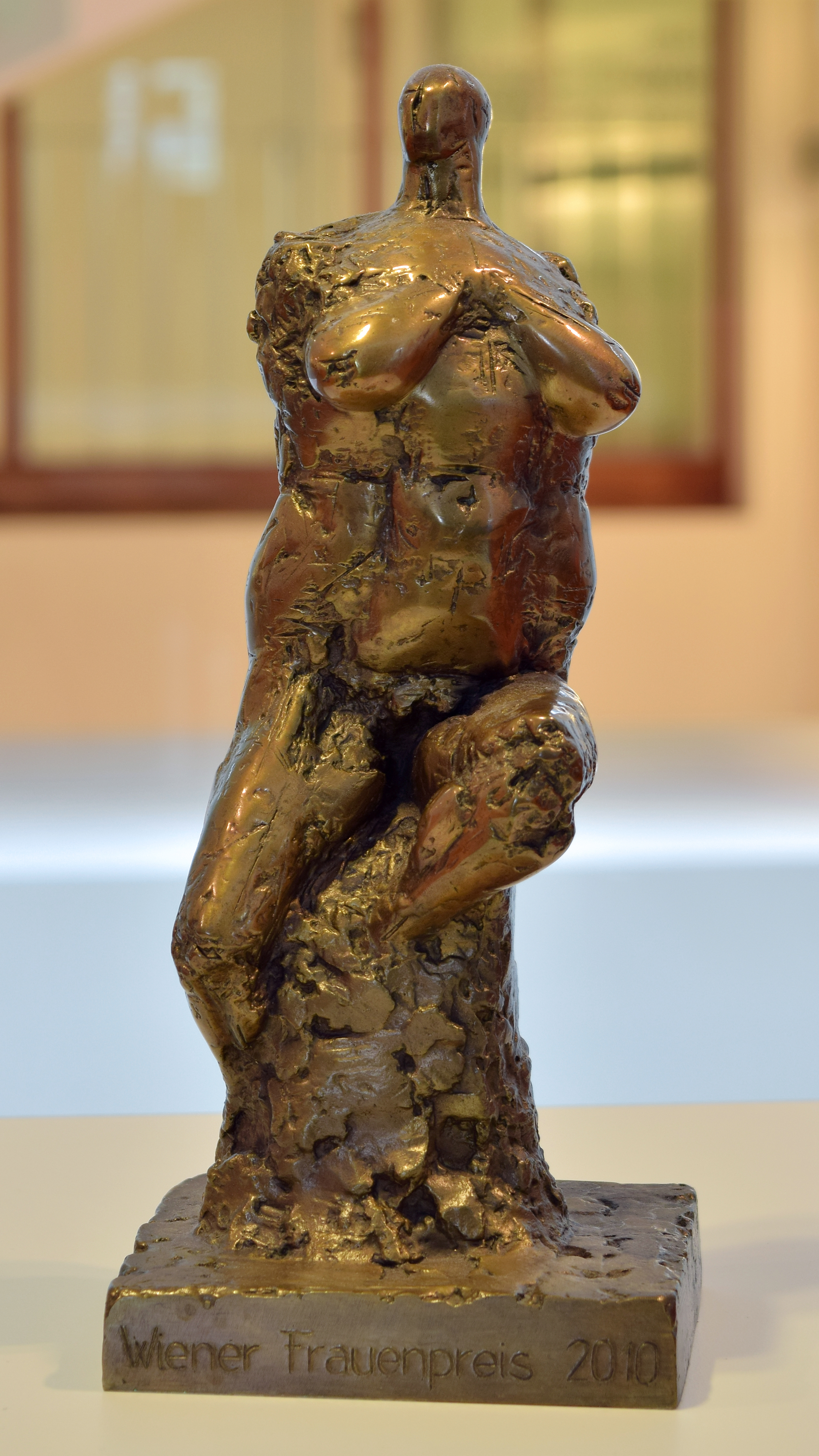
Wiener Frauenpreis

Moritz war eine der ersten Frauen auf Arbeitnehmerinnenseite, deren Expertisen in Gremien des Arbeitsmarktservice (AMS) behandelt wurden. Von 2002 bis 2017 war sie zudem Ersatzmitglied des AMS-Verwaltungsrates, wo sie arbeitsmarktpolitische Interessen von Frauen vertrat.
Weiters ist sie Vorstandsmitglied im Österreichischen Frauenring und setzt sich als Obfrau des Beratungszentrums für Migranten und Migrantinnen auch gegen rassistische Ausgrenzung ein.
2010 wurde sie für ihren Einsatz für Einkommensgerechtigkeit mit dem Wiener Frauenpreis ausgezeichnet.

## Publikationen (Auswahl)
- mit Manuela Flor: Wiedereinstieg nach der Karenz. Beruf und Familie müssen vereinbar sein!, Wien, AK, 2003, ISBN 978-3-7063-0230-2
- mit Helga Hess-Knapp: Mutterschutz und Elternkarenz. Schwangerschaft – Karenz – Berufsrückkehr. AK, Wien 2006, ISBN 3-7063-0195-7 (formal falsch).
- mit Silvia Angelo, Sybille Pirklbauer, Christa Schlager, Iris Woltran, Sepp Zuckerstätter: AK Frauenbericht 1995 – 2005. Arbeit – Chancen – Geld. Kammer für Arbeiter und Angestellte für Wien, 2006
- Vom Dienstmädchen zur ausländischen Pflegerin. Kontinuitäten der Rechtlosigkeit. In: juridikum. Zeitschrift für Kritik, Recht, Gesellschaft, 3/2007, Verlag Österreich; ISSN 1019-5394, juridikum.at (PDF; 1 MB)
- Gender Mainstreaming in der AK Wien. In: Traude Kogoj, Iris Appiano-Kugler (Hrsg.): Going gender and diversity. Ein Arbeitsbuch. Facultas.wuv, Wien 2008, ISBN 978-3-7089-0269-2.
- mit Christina Wieser: Geschlechtergerechtes Wirtschaften? Von Hürden, Häuptlingen und Heldinnen. In: Brigitte Lehmann (Hrsg.): Weiblicher Eigensinn und Gesellschaftspolitik. Verlag des ÖGB, Wien 2013, ISBN 978-3-7035-1571-2.
- (Hrsg.): Körperbilder, Körpersymbole und Bekleidungsvorschriften. Zur Repräsentation von Frauen in Werbung, Medien und Sport. Verlag des ÖGB, Wien 2020, ISBN 978-3-99046-380-2.